# 24小時健身俱樂部
《24小時健身俱樂部》（：／）為韓國KBS 2TV自2025年4月30日至6月5日間播出的水木電視劇。由《產後調理院》的編劇金智秀，和《高斯電子公司》的導演朴俊秀，以及新人導演崔鳶秀合作打造，並由李濬榮、鄭恩地主演。劇集講述充滿毅力的健身俱樂部館長，破格矯正煩惱過多的會員們的人生，是一齣撲通撲通的「筋」成長浪漫喜劇。
台灣由friDay影音同日跟播，
香港則由Viu同日跟播。

## 演員陣容

### 主要人物
- 李濬榮飾演都賢重[5][8]

起承轉「筋」的24小時健身俱樂部館長。出生時比1.5公斤的啞鈴還輕，但他透過運動逆轉人生。當他在健身愛好者夢寐以求的奧林匹克先生大賽獲得冠軍，成為世界級健美選手後，卻突然消失，並接手了一間老舊健身俱樂部，開始自營者兼健身教練的生存遊戲。
- 鄭恩地飾演李美蘭[5][8]

旅行商品開發企劃組代理，無「筋」本的24小時健身俱樂部會員。在經歷衝擊性的失戀後，為了克服挫折，決定信任熱情過剩的賢重，展開改變身材、人生的運動管理，這使她不得不告別最愛的美食，甚至體驗到一生一次的地獄滋味。

### 其他人物
- 李美度飾演崔露莎[8]

健身俱樂部職員，擅於處理難搞的會員，並視成為2代館長的賢重為不速之客，處處牽制他。
- 李昇禹（이승우）飾演艾力克斯[8]

健身俱樂部職員，原為醫大生，但卻患有恐血症。像信仰宗教般追隨著賢重，是健身俱樂部裡的小可愛兼吉祥物。外表看似無辜，卻有著魔鬼般的身材，因此被稱為「寶貝筋男」。
- 朴成娟飾演林聖林[8]

「美女三劍客」的老大，無法阻擋的麻煩製造者。
- 李智慧（이지혜）飾演尹富英[8]

「美女三劍客」的一員。
- 洪允和飾演朴二熙[8]

「美女三劍客」的一員。
- 金權飾演李羅伊（李奉遠）

大型健身房「李羅伊健身房」的代表兼館長，從原本俗氣的名字李奉遠，改名為李羅伊。擁有結實的肌肉、修長的身軀，穿著從頭到腳，充滿著資本主義的微笑。與賢重曾是摯友，如今為了證明自己勝過賢重，故意在賢重破舊的健身房旁，設立大型健身房，但24小時健身俱樂部卻仍屹立不搖。
- 李尚津飾演姜丹

智蘭的男友。身高186公分、體重50公斤，看起來毫無血色，總給人患病的印象，但只有智蘭知道他有著巨大的力量。
- 李多恩（이다은）飾演李智蘭

美蘭的妹妹，擁有偶像般纖細的身材。雖然常常欺負、取笑美蘭，但比誰都理解美蘭，並支持美蘭。
- 許正道飾演朴俊裴

水水旅遊的部長，唯一能捉摸並接收他的心聲的人，只有美蘭。
- 鄭旭珍飾演廉俊碩[8]

美蘭的前男友。原本與美蘭是社內情侶，在同一組擔任代理職務，但分手後轉調其他組別。
- 朴海仁（박해인）飾演江率

暢銷短文作家，賢重的前女友。她出刊的《人生絕對沒有悲傷結局》立即成為暢銷書，YouTube也達100萬訂閱。
- 南圭熙飾演金藝真

美蘭同期入社的同事。身材苗條、皮膚白皙，從一到十都和美蘭相反。但事實上，她對美蘭充滿自卑感，卻不自知。
- 權海禹（권해우）飾演梁載植

水水旅遊代理，比起美蘭，他更偏好站在藝真那一邊。
- 申敏瑞（신민서）飾演申秀蓮

水水旅遊社員，總是默默站在美蘭這一邊。

### 特別出演
- 崔武成飾演董漢哲

24小時健身俱樂部前館長。
- 程大辰（정대진）

與美蘭擦肩而過的路人。
- 曹政治飾演姜鐵男[9]

竹竿幫成員，24小時健身俱樂部會員。
- 尹誠彬飾演自己

國家代表，24小時健身俱樂部會員。
- 金智星（김지성）飾演李淑林

美蘭、智蘭的母親。
- 梁致勝

NABBI Korea女子健美比賽主持人。
- 林世英（임세영）飾演自己

家庭購物直播主。
- 文相勳

誤被當成美蘭相親對象的男子。
- 鄭赫飾演朴正漢

江率的朋友，透過江率的介紹，和美蘭相親。

## 收視率
《24小時健身俱樂部》於2025年4月30日在韓國地上波KBS 2TV開播，首集僅取得1.8%的收視率，低於前一檔《惡人之國》的開播收視（2.7%），但高於前一檔的最終回收視（1.4%）。第11集創下自身最低收視0.7%，連續5週收視下跌，成為2025年第6部收視跌破1%的電視劇，最終第12集也僅取得1.0%的收視率。本劇收視與同日播映、同屬地上波的SBS水曜劇《四季之春》產生拉鋸，其中共有3集收視高於該劇、2集被該劇超越。
| 集數 | 播出日期      | 尼爾森全國收視率 |
| ---- | ------------- | ---------------- |
| 1    | 2025年4月30日 | 1.8%             |
| 2    | 2025年5月1日  | 1.8%             |
| 3    | 2025年5月7日  | 1.5%             |
| 4    | 2025年5月8日  | 1.7%             |
| 5    | 2025年5月14日 | 1.1%             |
| 6    | 2025年5月15日 | 1.3%             |
| 7    | 2025年5月21日 | 1.1%             |
| 8    | 2025年5月22日 | 1.2%             |
| 9    | 2025年5月28日 | 1.0%             |
| 10   | 2025年5月29日 | 1.1%             |
| 11   | 2025年6月4日  | 0.7%             |
| 12   | 2025年6月5日  | 1.0%             |

## 外部鏈結
- 官方网站 
- Daum上《24小時健身俱樂部》的資料

| KBS 2TV 水木劇                           | KBS 2TV 水木劇                                     | KBS 2TV 水木劇 |
| ---------------------------------------- | -------------------------------------------------- | -------------- |
|                                          | 24小時健身俱樂部 （2025年4月30日—2025年6月5日）    |                |
| 惡人之國 （2025年3月19日—2025年4月24日） | 我奪走了公爵的初夜 （2025年6月11日—2025年7月17日） |                |

| 全世界 KBS World 星期一、二 21:50 - 23:05           | 全世界 KBS World 星期一、二 21:50 - 23:05              | 全世界 KBS World 星期一、二 21:50 - 23:05 |
| --------------------------------------------------- | ------------------------------------------------------ | ----------------------------------------- |
|                                                     | Pump Up the Healthy Love （2025年6月2日—2025年7月8日） |                                           |
| Villains Everywhere （2025年4月21日—2025年5月27日） | 我奪走了男主的初夜 （2025年7月14日—2025年8月19日）     |                                           |